# Слатіна
Слатіна (рум. Slatina) — місто у повіті Олт в Румунії, що має статус муніципію. Адміністративно місту також підпорядковане село Чиряшов (населення 1194 особи, 2002 рік).
Місто розташоване на відстані 137 км на захід від Бухареста, 45 км на схід від Крайови.

## Населення
За даними перепису населення 2002 року у місті проживали 78 815 осіб.
Національний склад населення міста:
| Національність   | Кількість осіб | Відсоток |
| ---------------- | -------------- | -------- |
| румуни           | 77918          | 98,9 %   |
| цигани           | 761            | 1,0 %    |
| угорці           | 56             | 0,1 %    |
| італійці         | 12             | < 0,1 %  |
| німці            | 8              | < 0,1 %  |
| турки            | 8              | < 0,1 %  |
| греки            | 4              | < 0,1 %  |
| українці         | 3              | < 0,1 %  |
| поляки           | 3              | < 0,1 %  |
| росіяни-липовани | 2              | < 0,1 %  |
| серби            | 2              | < 0,1 %  |
| болгари          | 2              | < 0,1 %  |
| євреї            | 2              | < 0,1 %  |
| хорвати          | 1              | < 0,1 %  |
| вірмени          | 1              | < 0,1 %  |

Рідною мовою назвали:
| Мова       | Кількість осіб | Відсоток |
| ---------- | -------------- | -------- |
| румунська  | 78310          | 99,4 %   |
| циганська  | 391            | 0,5 %    |
| угорська   | 41             | 0,1 %    |
| італійська | 10             | < 0,1 %  |
| німецька   | 8              | < 0,1 %  |
| турецька   | 7              | < 0,1 %  |
| російська  | 6              | < 0,1 %  |
| українська | 2              | < 0,1 %  |
| сербська   | 2              | < 0,1 %  |
| грецька    | 2              | < 0,1 %  |
| польська   | 2              | < 0,1 %  |
| болгарська | 1              | < 0,1 %  |
| хорватська | 1              | < 0,1 %  |

Склад населення міста за віросповіданням:
| Релігія                                       | Кількість осіб | Відсоток |
| --------------------------------------------- | -------------- | -------- |
| православні                                   | 77919          | 98,9 %   |
| адвентисти                                    | 222            | 0,3 %    |
| римо-католики                                 | 198            | 0,3 %    |
| п'ятдесятники                                 | 132            | 0,2 %    |
| баптисти                                      | 82             | 0,1 %    |
| греко-католики                                | 64             | 0,1 %    |
| лютерани                                      | 31             | < 0,1 %  |
| бретрени                                      | 28             | < 0,1 %  |
| реформати                                     | 23             | < 0,1 %  |
| атеїсти                                       | 22             | < 0,1 %  |
| мусульмани                                    | 20             | < 0,1 %  |
| не релігійні                                  | 6              | < 0,1 %  |
| унітарії                                      | 4              | < 0,1 %  |
| лютерани (Синодально-пресвітеріанська церква) | 3              | < 0,1 %  |
| лютерани (Аугсбурзького сповідання)           | 3              | < 0,1 %  |
| юдеї                                          | 2              | < 0,1 %  |
| не вказали релігію                            | 2              | < 0,1 %  |

## Персоналії
- Ежен Йонеско (1909—1994) — румунський і французький письменник, драматург.